# Prosopocera flavoguttata
Prosopocera flavoguttata là một loài bọ cánh cứng trong họ Cerambycidae.